# West Bromwich Albion Football Club
El West Bromwich Albion Football Club, también conocido como West Bromwich Albion, es un club de fútbol de Inglaterra, de la ciudad de West Bromwich en Midlands Occidentales. Se fundó en 1878 por trabajadores de la fábrica George Salter's Spring Works y ha permanecido en la máxima categoría durante la mayor parte de su historia. Además, es uno de los clubes fundadores de la Football League de Inglaterra. Actualmente se desempeña en la English Football League Championship, segunda división del fútbol inglés.
West Bromwich Albion (también conocido con los nombres de The Baggies, Albion y The Throstles) consiguió su único título de la Liga en 1920. Ha ganado la Copa de Inglaterra (FA Cup) cinco veces y alcanzó la Copa de la UEFA en 1979. También ganó la Copa de la Liga de Inglaterra, en una ocasión (1966).
El club sostiene una añeja rivalidad con sus vecinos Aston Villa y Wolverhampton.

## Historia

### Fundación

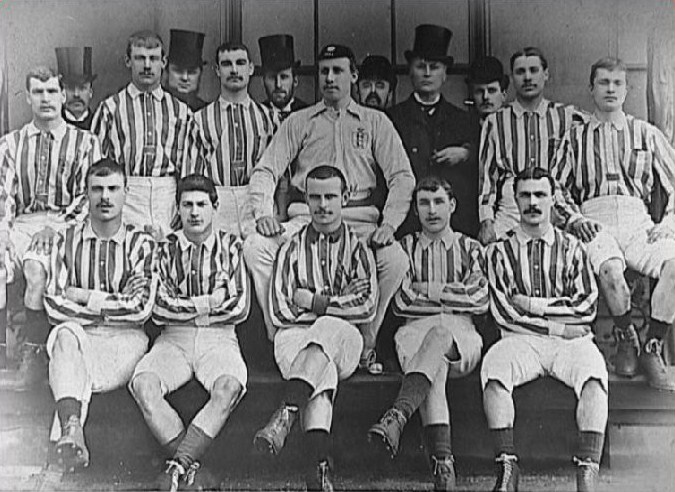
Escuadra del West Bromwich Albion en 1888.

El club fue fundado como West Bromwich Strollers en 1878 por los trabajadores de la fábrica George Salter's Spring Works en West Bromwich, pero ahora forma parte del condado administrativo West Midlands. Fueron renombrados como West Bromwich Albion en 1880, convirtiéndose en el primer equipo en adoptar el sufijo Albion, el cual era un barrio ubicado en West Bromwich, donde algunos de los jugadores vivían o trabajaban, cerca de lo que hoy es Greets Green. El club se unió con Birmingham & District Football Association en 1881, convirtiéndose aptos para su primera competición, la Copa de Birmingham. Llegaron los cuartos de final, superando a varios clubes que ya se habían instaurado. En 1883, Albion gana su primer trofeo, la Copa de Staffordshire. Después se unieron a La Asociación de Fútbol ese mismo año, lo que les permitió entrar en la FA Cup por primera vez en la temporada 1883/84. En 1885 el club se convierte en profesional, y en 1886 llegan a la final de la FA Cup, perdiendo por 2-0 ante el Blackburn Rovers. Llegarían a la final otra vez en 1887, donde nuevamente pierden por 2-0, esta vez frente al Aston Villa F. C.. En 1888 el equipo ganó el trofeo por primera vez, batiendo gran favorito Preston North End con un resultado de 2-1.

### Creación de la Football League

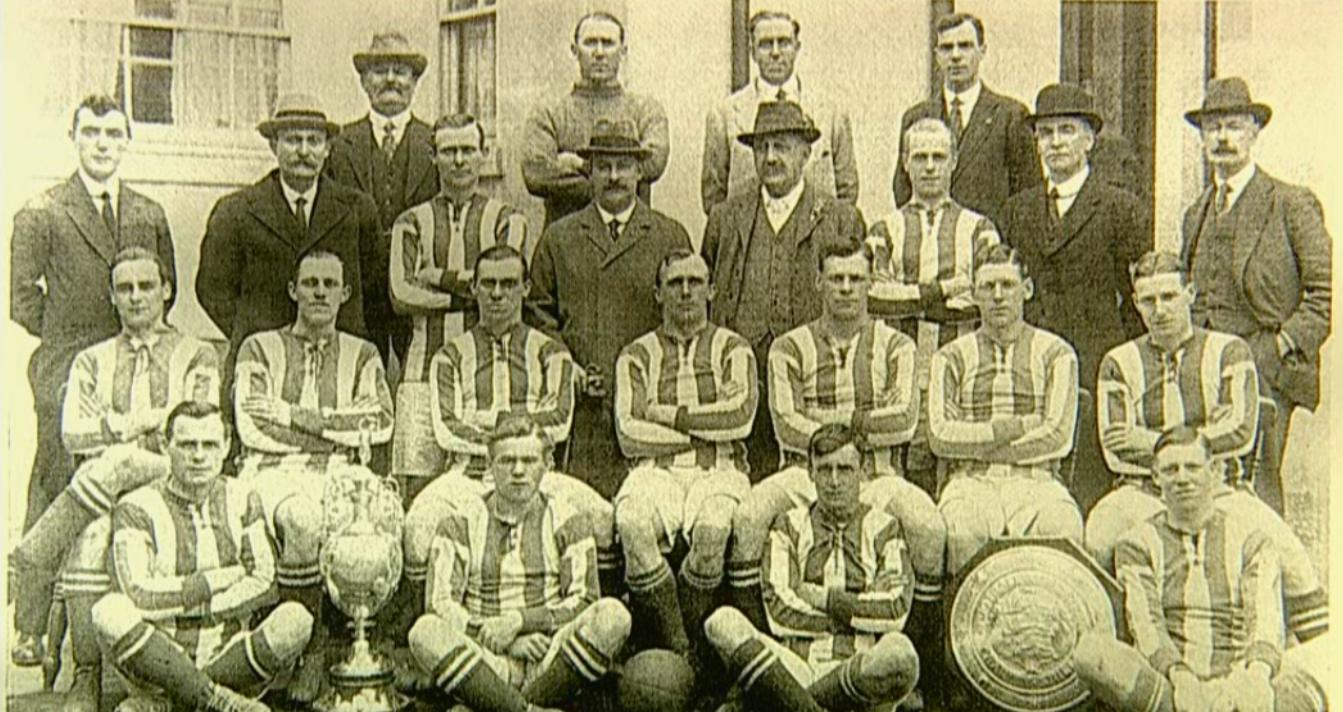
Equipo ganador de la Football League First Division en 1920.

En marzo de 1888, William McGregor escribió a los que él consideraba que eran los cinco mejores equipos ingleses, en donde incluye al Albion, les informaba de su intención de crear una asociación de clubes, en la que jugarían entre sí en casa y fuera en cada temporada. Así fue como comenzó ese mismo año la Football League First Division, siendo el Albion uno de sus doce miembros fundadores. La segunda FA Cup se consiguió en 1892, superando a Aston Villa F. C. por 3-0. Se volverían a encontrar con el Villa en la final de 1895, pero esa vez caerían por 1-0. El equipo sufriría el descenso a Segunda División en la temporada 1900-01, su primera temporada jugando en The Hawthorns. Fueron promovidos al convertirse en los campeones la temporada siguiente, aunque fueron relegados nuevamente durante 1903-04. El club ganó el campeonato de la segunda división, una vez más, en 1910-11, y en la temporada siguiente volverían a alcanzar otra final en la FA Cup, donde fueron derrotados por el Barnsley F. C. que militaba en Segunda División.
El Albion ganó el título de la Football League First Division por única vez en su historia en la temporada 1919-20, anotando 104 goles y consiguiendo 60 puntos de 84 posibles, rompiendo los registros de las ligas anteriores. El equipo terminó como subcampeón en 1924-25, quedando a solo 2 puntos del Huddersfield Town F. C., pero descendería en 1926-27. En 1930-1931 se logró el ascenso, al igual que la FA Cup, superando a Birmingham City F. C. por 2-1 en la final. El "doblete" de ganar la FA Cup y la promoción no se ha logrado desde entonces por ningún otro club. El Albion llegó a la final otra vez en 1935, perdiendo al Sheffield Wednesday F. C., pero fueron relegados tres años después. Ganarían la promoción de 1948-49, en la cual comenzaría la racha de la permanencia del club en la máxima categoría del fútbol Inglés, la cual duraría 24 años.

### Los años prósperos

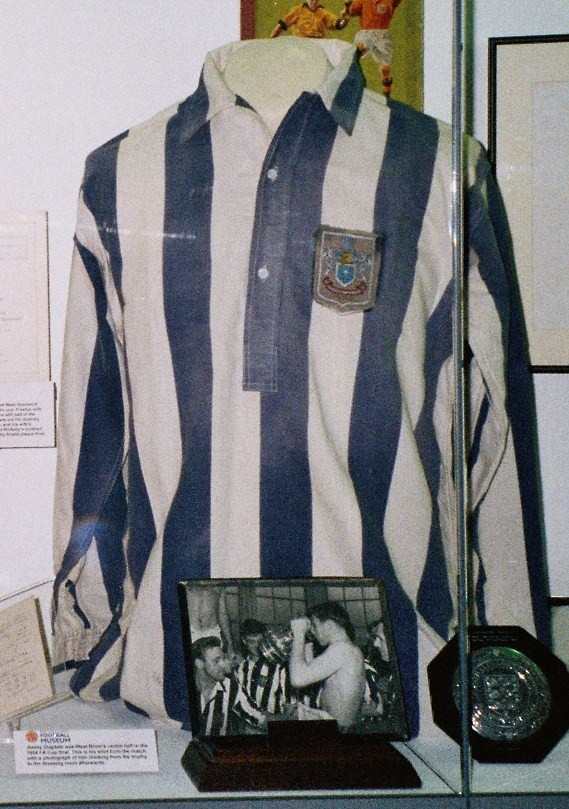
Camiseta del club en 1954, quienes obtuvieron la FA Cup.

En el ciclo de 1953-54, el Albion estuvo cerca de ser el primer equipo en el siglo XX en ganar el doblete de la Liga y la Copa. Tuvieron éxito en ganar la FA Cup, venciendo por 3-2 al Preston North End F. C., pero una pérdida de la forma hacia el final de la temporada significaría terminar como subcampeones en la liga tras el Wolverhampton. Sin embargo, el Albion se hizo conocido por fluidez en el fútbol de ataque, siendo apodados en la temporada 1953-54 como "El Equipo del Siglo". Un periódico nacional fue tan lejos que incluso llegaron a sugerir que la escuadra sea elegida en masa para representar a Inglaterra en el Campeonato Mundial de 1954. Permanecieron como uno de los mejores equipos ingleses durante el resto de la década, llegarían a la semifinal de la FA Cup en 1957, también consecutivamente en tres ocasiones ubicarse entre los primeros lugares de la Premier League entre la temporada 1957-58 y 1959-60.
Aunque su forma en la liga sería menos impresionante durante la década de los 60s, la segunda mitad de la década vio al West Bromwich Albion establecer la reputación de ser un equipo poderoso. En 1966, bajo las órdenes de Jimmy Hagan, vencieron a West Ham en su primera aparición en la Copa de la Liga, ganando 5-3 en el global, en un encuentro a doble partido. Al año siguiente llegarían a la primera final en Wembley, pero perdieron por 3-2 ante el Queens Park Rangers de Tercera División después de estar ganado por 2-0 en el primer tiempo. Luego el banquillo se reformaría con Alan Ashman a cargo del grupo. Él guía al club a su último título importante hasta la fecha: la FA Cup de 1968, en la cual vencieron al Everton F. C. en la prórroga gracias al gol de Jeff Astle. El Albion alcanza a llegar a la semifinal de la FA Cup y a los cuartos de final de la Recopa de Europa en 1969, y fueron derrotados 2-1 por el Manchester City F. C. en la final de 1970 de la Copa de la Liga.

### La época del declive
El club tuvo menos éxito al mando de Don Howe, y fueron relegados a la Segunda División en el ciclo de 1972-73, pero ganó la promoción tres años más tarde, bajo la dirección de jugador-entrenador Johnny Giles. En virtud de Ron Atkinson, el Albion alcanzó en 1978 la semifinal de la FA Cup, pero cayó ante Ipswich Town F. C.. Luego el primer equipo realizó su gira occidental, que se disputó en China, en donde jugaron varios partidos de exhibición por cerca de 3 semanas. En 1978-79, el equipo terminó tercero en la Primera División, su mejor puesto luego de 20 años, además llegó a los cuartos de final de la Copa de la UEFA, donde fueron derrotados por el Estrella Roja de Belgrado. En su segunda etapa como entrenador, Ronnie Allen guio al equipo a las semifinales de la Copa Nacional en 1981-82. A mediados de la década de los 80, comenzó el declive más largo y profundo en la historia del West Bromwich. Quedaron relegados en 1985-86 con el peor récord en la historia del club, a partir de aquí hubo un período de dieciséis años fuera de la máxima categoría. Cinco años después, el club descendió a la Tercera División por primera vez.
El Albion que había pasado la mayor parte de su historia en la máxima categoría del fútbol inglés, cuando la Premier League fue fundada en 1992, el club se encontraron en Tercera División, que se había cambiado el nombre Division Two. En 1992-93, el Albion terminó cuarto y entró a los playoffs por primera vez, que acaba de perder el año anterior. La primera aparición de Albion en Wembley después de más de veinte años y la última vez en el estadio original. En donde fueron golpeados por el Port Vale F. C. por 3-0 para volver a Segunda División, cuyo nombre ahora era Fist Division. El entrenador Ossie Ardiles se unió al Tottenham Hotspur sin embargo, tras varias sucesiones de técnicos en las siguientes temporadas, el Albion se consolidaría en la Division One sin conseguir una oportunidad para la promoción.

### El nuevo realce

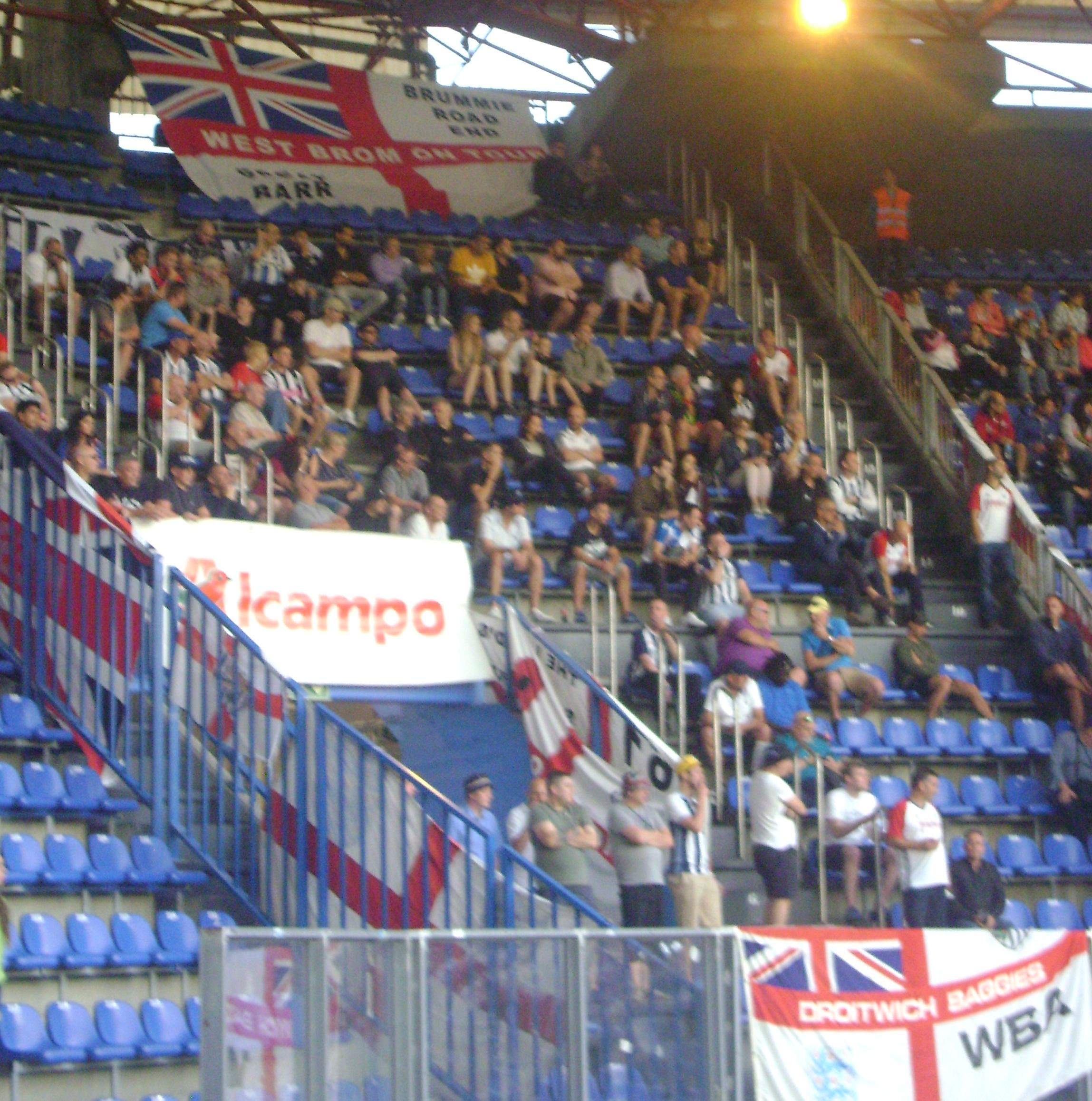
Aficionados del WBA en un partido disputado durante el Trofeo Teresa Herrera frente al Deportivo de la Coruña.

El nombramiento de Gary Megson como entrenador en marzo del 2000, produce una mejora en la marcha del club. Megson saca al Albion de los puestos de descenso en la temporada 1999-00, y se clasifican para los play-offs un año después. Luego dirigió al club para el ascenso a la Premier League en 2001-02, apenas haber arribado en esta son relegados, pero lograron su retorno inmediato a la máxima categoría, en 2003-04. En 2004-05 Megson abandona el banquillo, su reemplazo fue el ex Albion: Bryan Robson, quien llevó al equipo en la última jornada al "Great Escape", convirtiéndose en el primer club de la Premier League en evitar el descenso después de haber estado en el fondo de la tabla de posiciones en Navidad. Sin embargo no pudieron evitar la caída la temporada siguiente, por lo que Robson fue reemplazado por Tony Mowbray en octubre de 2006.
El club compitió en los playoffs para la promoción en el estadio Wembley el 28 de mayo de 2007, pero perdió por 1-0 ante el Derby County F. C.. La siguiente temporada Mowbray llevó los Baggies a Wembley nuevamente, esta vez en las semifinales de la FA Cup, donde no pudieron ante el Portsmouth F. C. cayendo por 1-0. Un mes más tarde, el Albion ascendió a la Premier League como ganadores del campeonato, pero fueron relegados al final de la campaña 2008-09. En junio de 2009, Mowbray dejó el club yéndose al Celtic y fue reemplazado por Roberto Di Matteo en el papel de entrenador. Di Matteo llevó al club de nuevo a la Premier League en su primera temporada, pero fue despedido en febrero de 2011 y sustituido por Roy Hodgson en mayo de 2012, quién dejó al West Brom en la 10.ª posición en su primera campaña, pero acepta una oferta para convertirse en el entrenador de la selección inglesa. Un mes más tarde, Steve Clarke, el ex asistente de Kenny Daglish en el Livepool F. C., se convirtió en el nuevo entrenador del West Bromwich, quien mantiene resultados regulares, pero positivos, quedando en el 8° lugar en 2012-13.
En la temporada 2015-16 el club ficha por € 17 millones (£ 15 millones) al delantero venezolano Salomón Rondón por un contrato de 4 años, siendo la suma de traspaso más cara que ha pagado el conjunto inglés en su historia.

## Uniforme

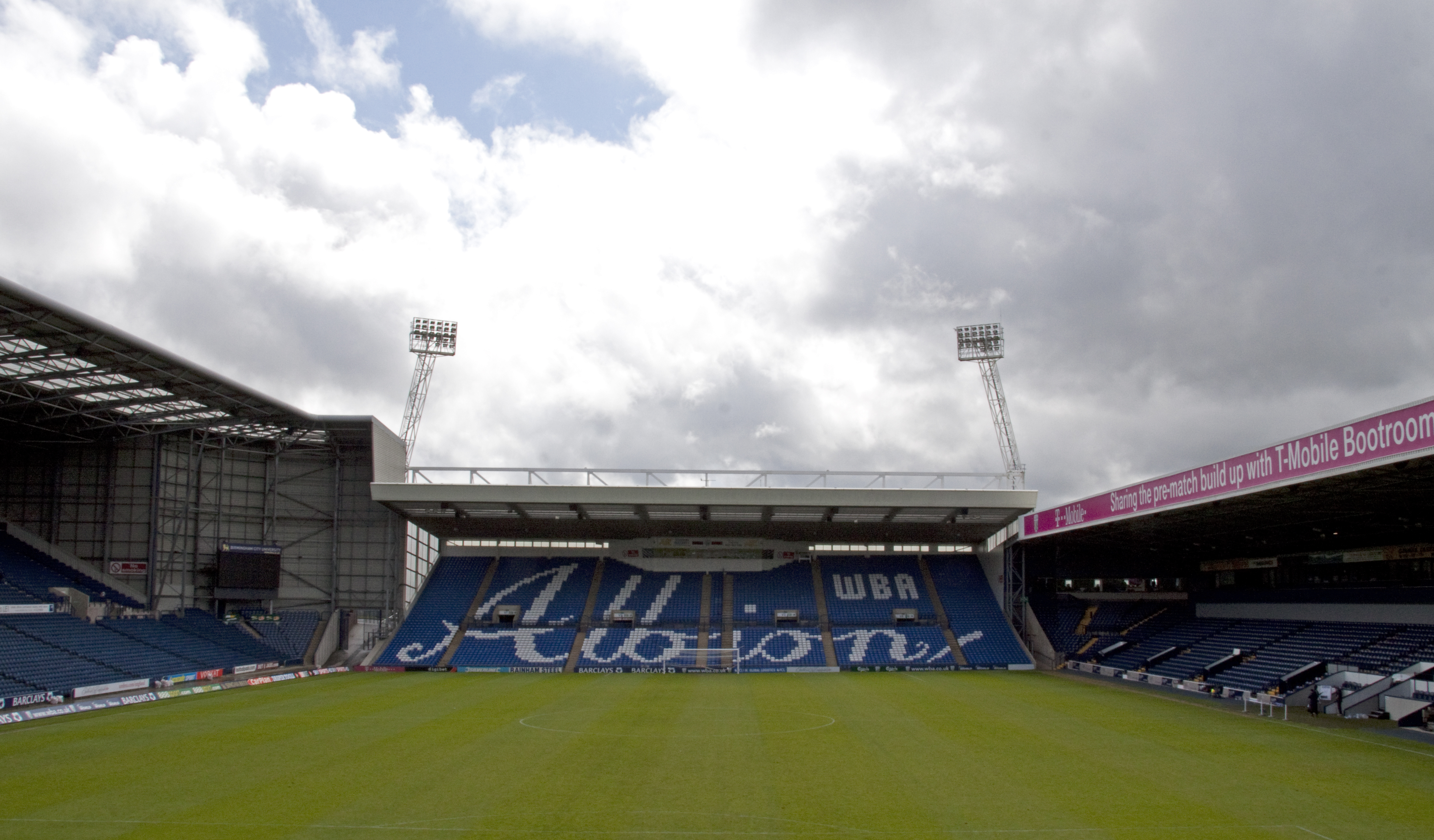
The Hawthorns, estadio del equipo desde 1900.

- Uniforme titular: Camiseta azul con franjas blancas, pantalones blancos y medias blancas.
- Uniforme visitante: camiseta amarilla con franjas verdes, pantalones amarillos y medias amarillas.
- Uniforme alternativo: Camiseta violeta, pantalones violetas y medias violetas.

### Local
| 2021–2022 | 2020–2021 | 2019–2020 | 2018–2019 | 2017–2018 | 2016–2017 | 2015–2016 | 2014–2015 |
| 2013–2014 | 2012–2013 | 2011–2012 | 2010–2011 | 2009–2010 |           |           |           |

### Visita
| 2021–2022 | 2020–2021 | 2019–2020 | 2018–2019 | 2017–2018 | 2016–2017 | 2015–2016 | 2014–2015 |
| 2013–2014 | 2012–2013 | 2011–2012 | 2010–2011 | 2009–2010 |           |           |           |

### 3.º Uniforme
| 2021–2022 | 2020–2021 | 2019–2020 | 2018–2019 | 2017–2018 |

## Estadio
The Hawthorns es un estadio de fútbol con un aforo de 26.287 espectadores, situado en West Bromwich, Inglaterra. Es propiedad de West Bromwich Albion desde 1900 y se convirtió en el sexto estadio utilizado por el club. El campo fue (existen opiniones divergentes) el primer estadio de fútbol de la Football League en construirse entre finales del siglo XIX e inicios del XX. Con una altitud sobre el nivel del mar de 168 metros es el más alto de los 92 estadios de la Premier League y de los clubs de la Football League

## Jugadores

### Más presencias en el club
| #   | Nombre           | Partidos |
| --- | ---------------- | -------- |
| 1°  | Tony Brown       | 720      |
| 2°  | Ally Robertson   | 622      |
| 3°  | John Wile        | 618      |
| 4°  | Jesse Pennington | 496      |
| 5°  | Tommy Glidden    | 479      |
| 6°  | Len Millard      | 477      |
| 7°  | Joe Smith        | 471      |
| 8°  | Ronnie Allen     | 458      |
| 9°  | Joe Carter       | 451      |
| 10° | Ray Barlow       | 449      |

### Máximos goleadores
| #   | Nombre           | Goles |
| --- | ---------------- | ----- |
| 1°  | Tony Brown       | 279   |
| 2°  | Ronnie Allen     | 234   |
| 3°  | W. G. Richardson | 228   |
| 4°  | Jeff Astle       | 174   |
| 5°  | Derek Kevan      | 173   |
| 6°  | Joe Carter       | 155   |
| 7°  | Tommy Glidden    | 140   |
| 8°  | Bob Taylor       | 131   |
| 9°  | Fred Morris      | 118   |
| 10° | Cyrille Regis    | 112   |

## Entrenadores
| Entrenador        | Período   |
| ----------------- | --------- |
| Vic Buckingham    | 1953–1959 |
| Roberto Di Matteo | 2009–2011 |
| Roy Hodgson       | 2011–2012 |
| Pepe Mel          | 2014      |
| Tony Pulis        | 2015–2017 |
| Gary Megson       | 2017      |
| Alan Pardew       | 2017-2018 |
| Darren Moore      | 2018-2019 |
| James Shan        | 2019      |
| Slaven Bilić      | 2019-2020 |
| Sam Allardyce     | 2020      |
| Valérien Ismaël   | 2021      |
| Steve Bruce       | 2021-2022 |
| Carlos Corberán   | 2022-2024 |
| Tony Mowbray      | 2025      |
| Ryan Mason        | 2025-     |

## Palmarés
Torneos nacionales (9)
| Competiciones nacionales | Títulos                                      | Subcampeonatos                                        |
| ------------------------ | -------------------------------------------- | ----------------------------------------------------- |
| Primera División (1/2)   | 1919-20                                      | 1924-25, 1953-54                                      |
| FA Cup (5/5)             | 1887-88, 1891-92, 1930-31, 1953-54, 1967-68. | 1885-86, 1886-87, 1894-95, 1911-12, 1934-35.          |
| Copa de la Liga (1/2)    | 1965-66.                                     | 1966-67, 1969-70.                                     |
| Community Shield (2/2)   | 1920, 1954*.                                 | 1931, 1968.                                           |
|                          |                                              |                                                       |
| Segunda División (3/6)   | 1901-02, 1910-11, 2007-08.                   | 1930-31, 1948-49, 2001-02, 2003-04, 2009-10, 2019-20. |

Torneos Amistosos (1)
| Amistosos                         | Títulos | Subcampeonatos |
| --------------------------------- | ------- | -------------- |
| Football World Championship (0/1) |         | 1888           |
| Tennent Caledonian Cup (1/0)      | 1977    |                |
| Watney Cup (0/1)                  |         | 1971           |